# Lord Buckethead
Ne doit pas être confondu avec Buckethead.
Lord Buckethead (en français Seigneur tête de seau) est un candidat politique satirique britannique.
Ce candidat a participé à trois élections générales britanniques contre trois dirigeants du Parti Conservateur et premiers Ministres. Représentant le Gremlords, un parti politique frivole, il s'est présenté contre Margaret Thatcher pour le parlement en Finchley en 1987, contre John Major à Huntingdon en 1992, et contre Theresa May dans le Maidenhead en 2017 où il a obtenu 0,4 % des voix.
En dehors du contexte politique, Lord Buckethead est apparu au Glastonbury Festival, a introduit le groupe Sleaford Mods en 2017, et a également sorti une chanson de Noël intitulée A Bucketful of Happiness.

## Origine
Lord Buckethead prétend être un seigneur de l'espace intergalactique. Son nom et son costume sont dérivés de la comédie culte de science-fiction de 1984 Gremlords (Hyperspace en anglais), aussi appelée Gremloids, le nom du parti de Lord Buckethead, par le scénariste et le réalisateur Todd Durham. Un candidat portant le nom de Lord Buckethead s'est présenté au Parlement lors de trois élections générales au Royaume-Uni, mais, à chaque fois, son visage était dissimulé par un seau porté comme un masque sur sa tête. Sa candidature s'inscrit dans une tradition britannique de candidats politiques fantaisistes, dont beaucoup sont soutenus par l'Official Monster Raving Loony Party.
En 1987, VIPCO, un label indépendant de vidéo amateur au Royaume-Uni, rencontra des problèmes. Le propriétaire de VIPCO, Mike Lee, qui dirigeait des labels moins controversés en 1987, a donc décidé de participer à l'élection pour obtenir de la publicité pour l'un des films qu'il avait dans son entreprise. Mike a donc décidé de s'habiller comme Lord Buckethead, le méchant de Gremloids.
En 1992, VIPCO, qui avait été relancé, avait Gremloids sur sa liste de diffusion. Mike Lee a décidé de participer à l'élection en tant que Lord Buckethead une nouvelle fois.
L'incarnation de Lord Buckethead en 2017 a été nommée Jonathan David Harvey dans la déclaration du directeur du scrutin pour la circonscription de Maidenhead à l'élection générale de 2017 au Royaume-Uni,,.
Lorsque Carol Off de la CBC radio lui demanda s'il était la même personne à chaque élection ou « Êtes-vous comme le Doctor Who, vous régénérez-vous à chaque élection ? », il répondit : « Je suis Buckethead. Nous sommes Buckethead. Nous sommes Légion. Cela répond à votre question ? »

## Activités politiques
En 1987, Lord Buckethead s'est présenté contre Margaret Thatcher à Finchley. Il fait campagne pour démolir Birmingham pour faire place à un spatioport. Buckethead obtient 131 voix à l'élection générale qui suit.
En 1992, il se présente à Huntingdon face à John Major. Il reçoit 107 votes (0,1 %) à l'élection générale.
En juin 2017, Lord Buckethead fait campagne pour les élections à Maidenhead contre la Première Ministre Theresa May,. Il reçoit 249 voix, soit 0,4 % des voix lors de cette élection générale, son meilleur score en trois élections,. Dans un article humoristique, The Guardian décerne à Buckethead le prix de la Meilleure politique pour son engagement à ramener Ceefax. Quelques jours après les élections générales de 2017, Lord Buckethead a fait une apparition sur l'émission américaine Last Week Tonight avec John Oliver, apparaissant comme une alternative comique à Theresa May pour diriger le Royaume-Uni dans les prochaines négociations sur le brexit,.

## Activités supplémentaires
Il fait une apparition surprise au Festival de Glastonbury en juin 2017, plusieurs jours après l'élection générale, étant accueilli avec des acclamations. Il présente le groupe de Sleaford Mods, qu'il a intitulée « l'insaisissable, l'irremplaçable, [et] l'insondable ». En 2017, Lord Buckethead a également publié une chanson de Noël et un vidéoclip intitulée A Bucketful of Happiness. L'Irish Independent publie un article faisant l'éloge de la vidéo comme « un must-watch ».

## Programme
Le manifeste de Lord Buckethead lors de l'élection de 2017 promettait « un leadership fort, pas entièrement stable », une référence au slogan des Conservateurs « fort et stable ». Son programme était en 15 points :
1. L'abolition des lords (sauf lui).
2. Des protections faciales complètes à conserver dans la légalité, surtout en ce qui concerne les coiffures liées aux seaux.
3. Pas de troisième piste à l'aéroport d'Heathrow ; selon lui « là où nous allons, nous n'avons pas besoin de pistes ».
4. Ceefax sera ramené immédiatement, avec l'Oracle et d'autres services de télétexte qui seront déployés par le prochain Parlement.
5. Régénération du centre commercial Nicholson's Shopping Centre, Maidenhead.
6. Pour le Brexit, un référendum devrait être organisé pour savoir s'il devrait y avoir un deuxième référendum.
7. Armes nucléaires : un engagement public ferme de renouveler pour 100 milliards de livres le programme nucléaire Trident, suivi d'un engagement privé tout aussi ferme de ne pas le faire. Ce sont des sous-marins secrets, personne ne le saura jamais. C'est une win-win.
8. La nationalisation de la chanteuse Adele. Selon lui, « afin de maximiser l'utilisation efficace des ressources du Royaume-Uni, il est temps que les grands actifs britanniques deviennent propriété publique pour le bien commun. » Cet objectif doit être atteint grâce à des dépenses en capital.
9. Un moratoire jusqu'en 2022 sur la conversion de Birmingham en base stellaire.
10. La légalisation de la chasse aux chasseurs de renards.
11. L'introduction d'une nouvelle limite d'âge de vote à 16 ans ; ainsi qu'une autre nouvelle limite d'âge de vote à 80 ans.
12. Le bannissement de Katie Hopkins (en) (une éditorialiste anglaise controversée) dans la Zone Fantôme.
13. Arrêter de vendre des armes à l'Arabie saoudite et commencer à acheter des lasers à Lord Buckethead.
14. Les députés potentiels doivent vivre dans le siège qu'ils souhaitent représenter pendant au moins cinq ans avant les élections, afin d'améliorer la représentation locale au Parlement.
15. Des vélos gratuits pour tous, pour lutter contre l'obésité, les embouteillages et le vol de vélos.